# Artéria ilíaca interna
A artéria ilíaca interna (antigamente chamada de artéria hipogástrica) é a principal artéria da pelve.
Diversas vísceras pélvicas são nutridas por seus ramos. Músculos e ossos da pelve também recebem irrigação que vem, indiretamente, da artéria ilíaca interna. No entanto, a área de atuação desse vaso não se restringe à região: também se destina  à região glútea, ao períneo e à região medial da coxa.
É uma artéria calibrosa, porém curta, com cerca de 4 cm de comprimento.

## Estrutura
É um vaso curto e pequeno, menor que a artéria ilíaca externa. Ambas se formam quando a artéria ilíaca comum penetra na pelve maior e lá se bifurca.
A artéria ilíaca interna penetra na pelve menor e logo emite vários ramos. Por outro lado, a artéria ilíaca externa tem uma extensão maior, pois não penetra na pelve menor: segue pela pelve maior até o ligamento inguinal, depois do qual muda de nome, tornando-se artéria femoral.

### Trajetória
Conforme explicitado anteriormente, ela surge com a bifurcação da artéria ilíaca comum. Essa bifurcação ocorre a nível do disco intervertebral entre as vértebras L5 e S1.
Para compreendermos essa informação, podemos pensar, comparativamente, em nossos olhos - eles estão no mesmo nível, lado a lado, o que não necessariamente significa que estão um à frente do outro ou um adjacente ao outro. Da mesma forma, a bifurcação da artéria ilíaca comum não está à frente do disco, mas no mesmo nível que ele.
Além disso, a bifurcação da artéria ilíaca comum se encontra ântero-medialmente à articulação sacroilíaca. Entretanto, não se encontra em contato direto com ela: a veia ilíaca interna e o tronco lombossacral estão entre um e outro.
Em relação ao peritônio, é extraperitoneal, de modo que o peritônio é medial à artéria ilíaca interna.
Quando se forma, é medial à veia ilíaca externa. Para irrigar as vísceras pélvicas, a artéria ilíaca interna, depois de formada, tem um trajeto descendente na pelve menor.
Ao longo de seu percurso, é inicialmente medial ao ureter. Todavia, mais inferiormente, o ureter a cruza anteriormente.
O nervo obturatório passa lateralmente a ela, para atingir o canal obturatório.
Finalmente, divide-se, à frente da margem superior do forame isquiático maior, em dois grandes troncos, o anterior e o posterior.
O tronco posterior tem a função de nutrir: parede póstero-inferior do abdome, parede posterior da pelve e parte da região glútea.
Já o tronco anterior segue o mesmo trajeto que a artéria que o forma. É o ramo responsável pela irrigação da maior quantia de estruturas (vísceras pélvicas, região medial da coxa, períneo e a maior parte da região glútea).

### Ramos
A disposição exata dos ramos da artéria ilíaca interna é bastante variável.  Geralmente, a artéria se divide em uma divisão anterior e uma posterior, com a posterior dando origem às artérias glútea superior, iliolombar e sacral lateral. As restantes geralmente são originadas da divisão anterior.
A seguir, lista-se a ramificação mais comum da artéria ilíaca interna.  
Divisão posterior
1. Artéria iliolombar: tem um trajeto recorrente, ou seja, enquanto as artérias ilíacas comum e interna se dirigem inferiormente, a artéria iliolombar ascende. Sai da pelve menor e forma um ramo ilíaco e um ramo lombar. O ramo lombar irriga os músculos psoas maior e quadrado lombar. Já o ramo ilíaco nutre o músculo ilíaco, como o nome sugere.[2][5]
2. Artéria sacral lateral: seu trajeto é explicitado pelo nome, isto é, ela desce à frente do sacro, lateralmente. Emite um ramo superior que penetra no primeiro forame sacral anterior e deixa o sacro pelos forame sacral posterior, para irrigar a musculatura e a pele posterior ao sacro. Ao longo do trajeto, também nutre o sacro. Já o ramo inferior permanece na pelve menor, acompanhando o tronco simpático e se anastomosando com o ramo superior, bem como com a artéria sacral mediana.[5]
3. Artéria glútea superior: corresponde à continuação do tronco posterior, sendo seu ramo mais calibroso. Deixa a pelve menor através do forame isquiático maior, para irrigar os músculos glúteo máximo, glúteo médio e glúteo mínimo, piriforme e tensor da fáscia lata.[2]

Divisão anterior:
1. Artéria obturatória: acompanha a veia obturatória e o nervo obturatório até o canal obturatório, através do qual deixam a pelve menor para acessar a porção medial da coxa, que é irrigada pela artéria obturatória, drenada pela veia obturatória e inervada pelo nervo de mesmo nome.[3][5]
2. Artéria umbilical: sua porção proximal permanece na pelve menor, onde dá origem à artéria vesical superior, que irriga a parte superior da bexiga urinária e a parte distal do ureter. No sexo masculino, a artéria vesical superior também forma um ramo chamado artéria do ducto deferente, que nutre o ducto deferente, ausente no sexo oposto. Em contrapartida, a parte distal da artéria umbilical não apresenta sangue, é um resquício embriológico que adquiriu constituição fibrosa, denominado ligamento umbilical medial. O trajeto da parte distal consiste em se dirigir anteriormente sobre a bexiga, para então deixar a pelve menor, ascendendo pela parede anterior do abdome até o umbigo.[2][5]
3. Artéria vesical inferior (presente apenas no sexo masculino): encontra-se integralmente na pelve menor, uma vez que nutre a porção inferior e lateral da bexiga, assim como a próstata, as glândulas seminais, parte distal do ureter e porções do ducto deferente.[3][5]
4. Artéria uterina (ocorre somente no sexo feminino): também não deixa a pelve, pois irriga estruturas que nela se localizam. Tem trajeto inferomedial, partindo da parede lateral da pelve, onde está a artéria ilíaca interna, e se dirigindo medialmente ao útero. Ao longo desse curso, atravessa a base do ligamento largo do útero.[3][5] Ali, cruza superiormente o ureter[2] e, mais distalmente, passa superiormente ao fórnice vaginal lateral, estrutura que pertence à vagina.[3] Em seguida, alcança o colo do útero e sobe pela margem lateral do útero, com fins de atingir a tuba uterina, onde se anastomosa com a artéria ovárica, que tem outra origem (é ramo da parte abdominal da aorta).[3] Ou seja, a artéria uterina é responsável por nutrir o útero, além de colaborar com a irrigação da vagina, da tuba uterina e do ovário.[2][3] Devido ao fato de que o útero se espande incrivelmente durante a gravidez, a artéria uterina é bastante contorcida, para que possa também se esticar e, assim, não se romper ao longo da gestação. Além disso, a intimidade com o ureter exige cuidado durante uma histerectomia - caso, no processo de clampear a artéria uterina, o ureter seja acidentalmente clampeado junto a ela, a chegada da urina à bexiga urinária será comprometida.[2]
5. Artéria pudenda interna: acompanha a veia pudenda interna e o nervo pudendo. Deixa a pelve menor pelo forame isquiático maior e, na sequência, retorna a ela, através do forame isquiático menor. Em seguida, chega ao períneo via canal do pudendo.[2][10] É a principal artéria do períneo, pois emite ramos para os músculos da região, tal qual para o canal anal, ânus e o pênis (sexo masculino) ou clitóris (sexo feminino). A artéria retal inferior[11], a artéria dorsal do pênis[12] e a artéria profunda do pênis[13] são ramos diretos da pundenda interna, sendo as duas últimas seus ramos terminais.
6. Artéria retal média: é uma das três artérias que irriga o reto. A artéria retal superior, ramo terminal da artéria mesentérica inferior, e a artéria retal inferior, ramo da artéria pudenda interna, são as outras duas[2][11].
7. Artéria glútea inferior: assim como a artéria glútea superior é o maior ramo da divisão posterior da artéria ilíaca interna, a artéria glútea inferior é o maior ramo terminal da divisão anterior.[5] Deixa a pelve menor através do forame isquiático maior, para atingir a região glútea e colaborar com sua irrigação.[3]  Lá, nutre os músculos glúteos máximo, piriforme e quadrado femoral. Ainda colabora com a irrigação do diafragma pélvico e dos músculos isquiotibiais.[2]

Outro vaso relevante é a artéria vaginal (observada só no sexo feminino), responsável por irrigar a vagina e que pode ser um ramo da artéria uterina ou emergir diretamente da artéria ilíaca interna. Neste último caso, substitui a artéria vesical inferior, emergindo proxima à artéria uterina.
Por fim, a artéria ilíaca interna também contribui para a irrigação da cauda equina, por intermédio das artérias sacral lateral e iliolombar, ambas provenientes da divisão posterior.

### Estrutura em fetos
Nos fetos, a artéria ilíaca interna é continuação direta da ilíaca comum.
Uma de suas porções sobe ao longo do lado da bexiga  e ascende na parede anterior do abdome rumo ao umbigo, convergindo em direção ao lado oposto. Trata-se da artéria umbilical.
Sua função é conduzir o sangue do feto até a placenta, para que oxigênio e nutrientes sejam repostos, além de descartarem-se excretas.
A partir do nascimento, essa função é desnecessária: os rins assumem o papel de eliminação de excretas, os pulmões se encarregam da troca gasosa e os intestinos passam a fornecer nutrientes, via alimentação própria. Logo, boa parte da artéria umbilical é obliterada (obstruída), tornando-se um ligamento. É o ligamento umbilical medial.
Apenas a porção proximal permanece inalterada (patente). A razão pela qual persiste é a seguinte: ela forma a artéria vesical superior, responsável por nutrir, entre outras estruturas, a bexiga urinária

## Imagens adicionais

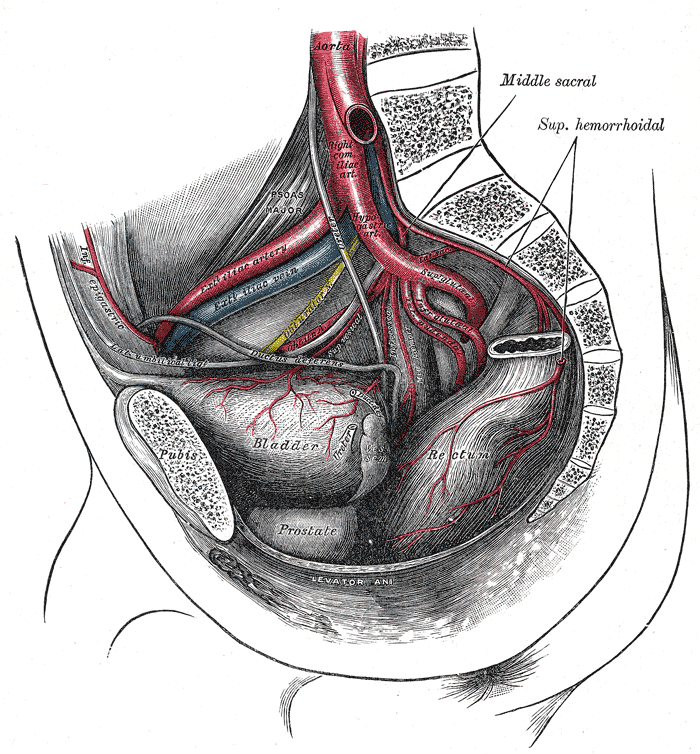
Bifurcação da aorta e da artéria ilíaca direita - vista lateral.
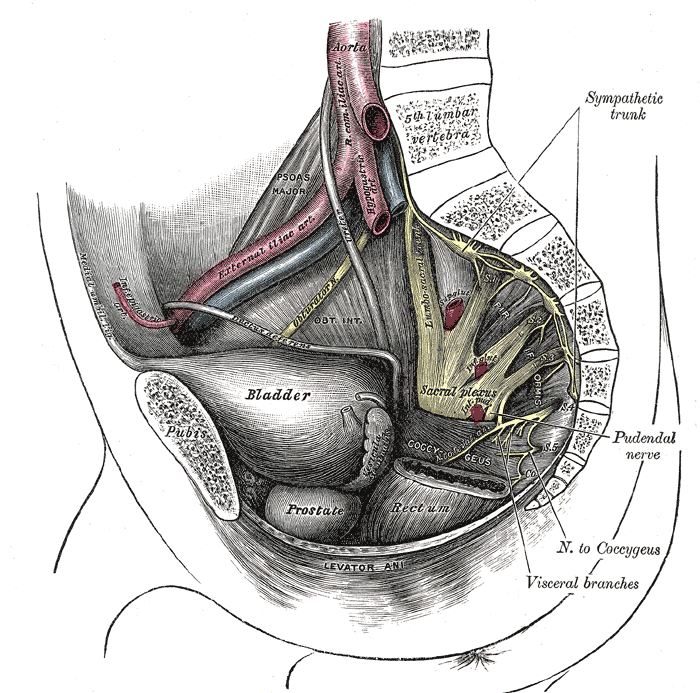
Dissecção da parede lateral da pelve mostrando plexos sacral e pudendo.
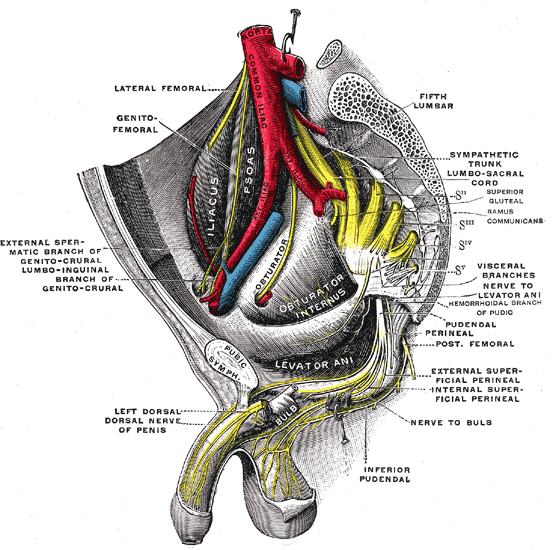
Plexo sacral do lado direito.
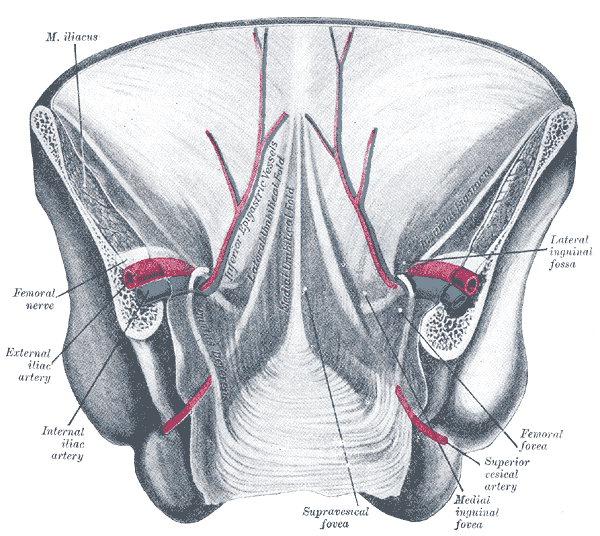
Vista posterior da parede abdominal anteriror na sua metade inferior.
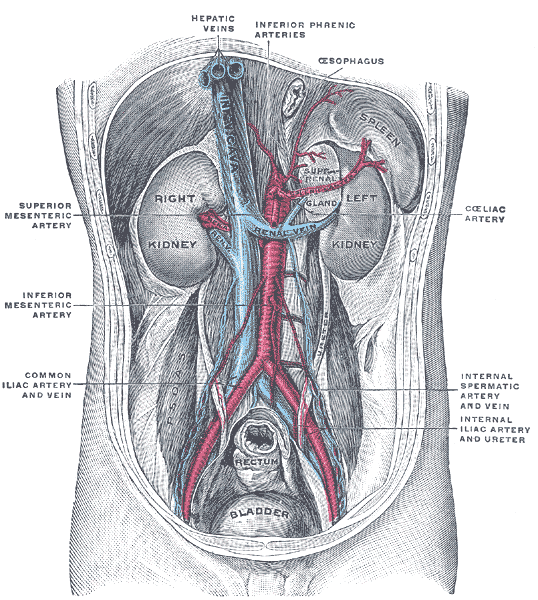
Parede abdominal posterior, após a remoção do peritônio, mostrando rins, cápsulas supra-renais e grandes vasos.
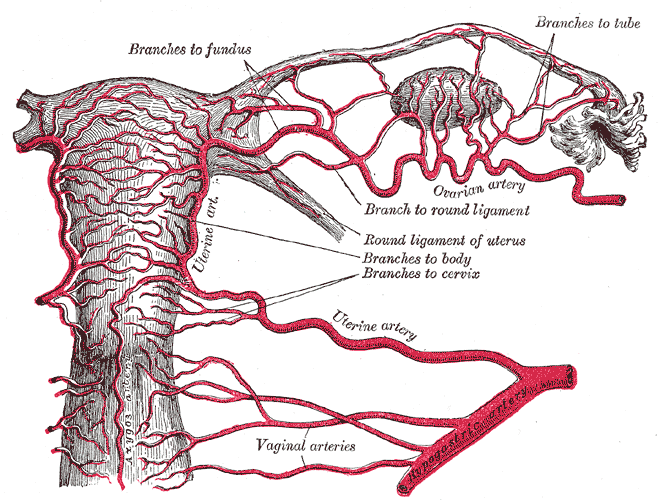
As artérias dos órgãos internos de reprodução femininos, vistos por trás.